# Рафаилов кръст
Рафаилов кръст, или кръст на Рафаил, е известен резбован напрестолен дървен кръст в Рилския манастир.
Изложен е в музея на манастира зад бронирани стъкла
Считан е за връх на миниатюрната резба в манастира, за шедьовър на дърворезбата в България и в света.
Разпятието представлява кръст, направен от цяло парче чемширово дърво с размери: височина 80 см, ширина (с раменете) 42 см, дебелина 3 см.
Резбован е от монах на име Рафаил, използвайки фино длето, игла и увеличителни лещи. Пресъздал е 36 религиозни сцени с повече от 600 миниатюрни фигури. Работата по това произведение на изкуството е продължила 12 години и е завършена през 1802 г., когато монахът загубва зрението си.